# Rhinolophus euryale
Espèce
Répartition géographique
Statut de conservation UICN

 NT  : Quasi menacé
Le Rhinolophe euryale (Rhinolophus euryale) est une espèce de chauve-souris fer à cheval de la famille des Rhinolophidae.
Son aire de répartition s’étend au nord du Maghreb, dans les pays méditerranéens d’Europe, et un peu en Turquie, en Transcaucasie et Iran. En France, il a subi une baisse alarmante de ses effectifs.

## Étymologie
Le nom de genre Rhinolophus vient du grec rhis ΄ρις, « nez » et lophos λόφος « crête, panache », pour évoquer leur nez bordé de membranes (ou feuilles nasales).
L’épithète spécifique euryale vient du grec ancien Εὐρυάλα, Euruála, l’une des trois Gorgones, représentée sur les vases grecs avec deux ailes, un visage monstrueux, des crocs de fauve et une chevelure de serpents.

## Description

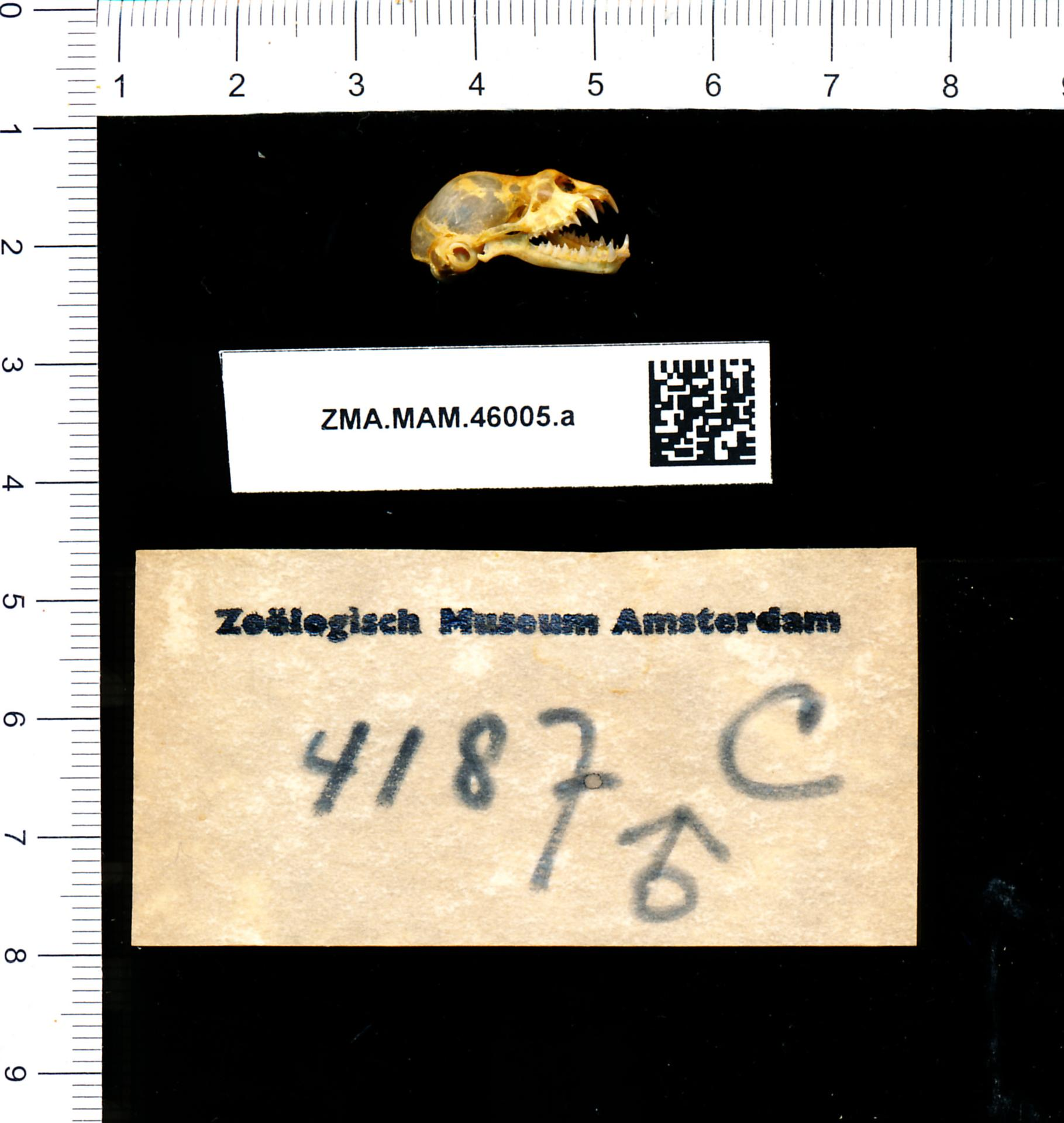
Crane de Rhinolophus euryale

Le Rhinolophe euryale est une espèce dont les habitats de chasse et le régime alimentaire sont peu connus en Europe. Comme tous les rhinolophes, le Rhinolophe euryale émet les ultra-sons par le nez et non par la bouche comme les autres Microchiroptères.
- Taille : corps de 4,2 à 5,8 cm, intermédiaire entre le Grand rhinolophe (R. ferrumequinum) et le Petit rhinolophe (R. hipposideros)
- Envergure : 30 à 32 cm.
- Feuilles nasales[n 1] : le fer à cheval ne couvre pas le museau, sa largeur est de 5, 4 à 6,7 mm, la selle a les marges presque parallèles et l’extrémité largement arrondie, la lancette se rétrécit graduellement jusqu’à former une pointe émoussée
- Queue : de 16,2 à 31 mm de long
- Ailes[3] : le 3e métacarpe est assez court (32-35 mm, le 4e est généralement de 34,5-37 mm ≦ 35,2-38,8 de celui du 5e.
- Poids : 8 à 17,5 g.
- Denture : la petite prémolaire P2 est compressée dans un intervalle étroit entre la canine et la seconde prémolaire (P4). La petite prémolaire inférieure (P3) est décalée.
- Oreilles : de taille moyenne ou grande (18,5-23 mm[3]. Elles ne possèdent pas de tragus.
- Pelage : doux et dense, la couleur varie selon les individu, certains individus sont grisâtres d’autres brun-roux, ou fauves. La face ventrale est blanc crème, légèrement rosée.

Le Rhinolophe euryale se distingue du Grand rhinolophe ou du rhinolophe de Mehely, par des oreilles rosées à l’intérieur et le fait qu’il ne s’enveloppe jamais complètement dans ses ailes lors de l’hibernation.

## Sous-espèces
Deux sous-espèces :
- R. e. euryale, dans le nord-ouest de l’Afrique, de l’Europe méditerranéenne jusqu’à l’est au Turkménistan et l’Iran, les îles méditerranéennes
- R. e. judaicus, en Syrie, et du sud de l’Iraq jusqu’en Israël.

Remarque : R. euryale et R. mehelyi ont longtemps été confondues. Les critères de distinction sont : la longueur de l’avant-bras, le ratio des phalanges du 4e doigts, la forme et la taille du fer à cheval, la longueur du crâne.

## Aire de distribution
Le Rhinolophe euryale est une espèce du sud du Paléartique occidental, s’étendant dans les pays suivants :
- Maroc, Algérie, Tunisie.
- Portugal, Espagne, centre et sud de la France, Italie, Balkans, Grèce, Turquie (ouest et nord), Transcaucasie, Turkménie, ouest de l’Iran
- Syrie, Liban, Israël[3].

En Europe, la limite nord de son aire de répartition passe par les Pays de Loire, la Franche-Comté et le centre ouest de la Roumanie avec une population isolée en Slovaquie-Hongrie.
En France, il a subi une baisse alarmante de ses effectifs entre 1940 et 1980. Actuellement, ils semblent concentrés dans le Sud-Ouest (plus de 50 % des effectifs français connus en hibernation) et Midi-Pyrénées (plus de 50 % des effectifs français connus en reproduction). Les cinq grands noyaux de populations sont la Vienne, le Périgord-Quercy, le piémont pyrénéen, le Bas-Languedoc et la Corse.
Dans les autres régions françaises, les populations présentes accusent un fort déclin et le Rhinolophe euryale a presque disparu de Bourgogne, du Centre, de Franche-Comté, des Pays de la Loire, de Rhône-Alpes et de Provence-Alpes-Côte d’Azur.

## Hibernation et reproduction
Les rhinolophes euryales hibernent en général dans de profondes cavités où la température est comprise entre 10 et 15 °C et où l’hygrométrie est très élevée (90 à 95 %). Ils se regroupent par dizaines, centaines voire milliers (2 240 individus dans un site français), se suspendant aux parois ou au plafond. L’hibernation est assez courte, elle couvre principalement les trois mois d’hiver.
À partir de leur première année, les femelles s’accouplent en automne dans des cavités relativement chaudes (de plus de 12,5 °C). Au terme de l’ovulation (différée à la sortie de l’hibernation) et d’une gestation de 2 mois, les naissances se déroulent de la mi-juin à la mi-juillet, avec des variations suivant les années et les régions. Chaque femelle donne naissance à un seul jeune, qui prend son envol au bout de 3-4 semaines.
Les rhinolophes euryales cohabitent dans des gîtes avec d’autres espèces, comme les Minioptères de Schreibers, les Murins à oreilles échancrées, les Murins de Cappaccini, les Grands et Petits murins, Murin du Maghreb ou les Grands rhinolophes.
Les gîtes d’hiver peuvent être distants d’une cinquantaine de kilomètres des gîtes d’été. Le maximum connu en Europe est de 134 km.

## Régime alimentaire
- Alimentation insectivore : lépidoptères, diptères, coléoptères.

Le Rhinolophe euryale a un vol très précis. Sa grande manœuvrabilité lui permet de capturer des insectes en vol en milieu encombré. Il chasse aussi à l'affût depuis un perchoir. Son régime alimentaire varie en fonction des saisons et des régions.
Il consomme des Lépidoptères nocturnes en grande quantité, ainsi que des Diptères comme des Tipulidés et en moins grande quantité, des Coléoptères comme des Scarabéidés.

## Populations et habitats
- Habitat estivale : les femelles gestantes se regroupent dans des gites de mise bas, situés plutôt dans des cavités souterraines qu’en milieu bâti (château, comble d'église). La nuit, entre deux phases de chasse, les individus peuvent se reposer dans des gîtes nocturnes secondaires (arbre, grange, cavité annexe).
- Habitat hivernal : grottes, mines à 95 % d'hygrométrie et températures constantes de 10 à 15 °C.
- Lieu de chasse : forêts de feuillus, les petits talwegs boisés et le long de la ripisylve basse ou arborée.
- Ultra-son : 102 à 104 kHz C.F. longue et F.M. courte et abrupte
- Vol : vol louvoyant, plutôt lent, sans crochets brusques ni surplace, proche de la végétation.
- Longévité :  inconnu.
- Protection :  espèce protégée.

Le Rhinolophe euryale est une espèce typiquement troglophile des massifs karstiques, qui gîte dans presque tous les habitats souterrains (grottes, anciennes mines, tunnels etc.). En été, des colonies sont parfois observées dans les combles et les greniers. Cette observation est exceptionnelle en Suisse. Au cours d’une même saison, le Rhinolophe euryale occupent différents gîtes, en fonction des disponibilités et des conditions climatiques. En Europe, pour la chasse, l’espèce préfère les formations arborées de feuillus, les bois bordés de prairies ou de pelouses, les pré-bois, les haies, principalement dans un rayon de 10 km autour du gîte. Toutes les études effectuées en Europe indiquent que l'espèce évite les espaces dégagés,,,,,. La même préférence a été observée même dans des régions plus arides, comme en Iran. En Tunisie, des observations directes (région de Ain Draham, Parc National d'el Feija) et des études par écholocation (Parc National de l'Ichkeul) semblent confirmer que la présence de l'espèce se limite aux zones fortement boisées. 
En période estivale, les Rhinolophes euryales sortent de leur gîte environ 45 minutes après le coucher du soleil et y retournent 45 minutes avant le lever. Des pics d’activités sont observés en début et en fin de nuit. Les phases d’activité sont entrecoupées de phases de repos plus ou moins longues, certaines pouvant aller jusqu’à 5 heures. Le repos s’effectue dans des gîtes secondaires comme des arbres, des granges, des cavités ou dans le gîte principal.

## Statut de protection
En France, selon la liste rouge de l’IUCN, le rhinolophe euryale a le statut de Quasi menacé. Il compte parmi les espèces les plus menacées et seul le Sud abrite encore des populations viables.Franche-Comté : En danger critique d’extinction (CR)
- France : Quasi-menacé (NT)
- Europe : Vulnérable (VU)
- Monde : Quasi-menacé (NT)

Le statut de protection comprend:
- Arrêté du 23 avril 2007 fixant la liste des mammifères terrestres protégés sur l’ensemble du territoire français et les modalités de leur protection (niveau national)
- Inscription à l’annexe II et IV de la Directive européenne Habitats-Faune-Flore (niveau européen)

Les effectifs d’adultes recensés sont d’environ 15 000 individus en France.
Les pressions anthropiques qui affectent cette espèce sont multiples. Le Rhinolpohe euryale est sensible:
- à la fréquentation humaine de ses gîtes
- à la disparition des corridors biologiques (haies, ripisylve, etc.)
- à la fragmentation et la dégradation des habitats de chasse (enrésinement, urbanisation, modification des pratiques agricoles)
- à l’utilisation intensive de pesticides qui réduit ses ressources alimentaires.